# Vesperus bolivari
Vesperus bolivari é uma espécie de insetos coleópteros polífagos pertencente à família Cerambycidae.
A autoridade científica da espécie é Paulino de Oliveira, tendo sido descrita no ano de 1893.
Trata-se de uma espécie presente no território português.